# Айнан
Айнан (яп. 愛南町 Айнан-тё:) — посёлок в Японии, находящийся в уезде Минамиува префектуры Эхимэ. Площадь посёлка составляет 239,62 км², население — 22 268 человек (1 августа 2014), плотность населения — 92,93 чел./км².

## Географическое положение
Посёлок расположен на острове Сикоку в префектуре Эхимэ региона Сикоку. С ним граничат города Увадзима, Сукумо.

## Население
Население посёлка составляет 22 268 человек (1 августа 2014), а плотность — 92,93 чел./км². Изменение численности населения с 1980 по 2005 годы:
| 1980 | 33 800 чел. |  |
| 1985 | 33 768 чел. |  |
| 1990 | 32 295 чел. |  |
| 1995 | 31 101 чел. |  |
| 2000 | 29 331 чел. |  |
| 2005 | 26 636 чел. |  |